# 短橈側手根伸筋
短橈側手根伸筋（たんとうそくしゅこんしんきん、英語: extensor carpi radialis brevis muscle）は人間の上肢の筋肉で手関節の背屈、橈屈を行う。
上腕骨外側上顆から起こり、第3中手骨底背側で停止する。